# Anathema
Anathema est un groupe de doom metal britannique, originaire de Liverpool. Il est formé à la fin des années 1980 par Darren White, les frères Cavanagh, Danny et Vincent, et le bassiste Duncan Patterson.
Au départ groupe de death-doom et de metal gothique, Anathema évoluera au fil des années vers un rock plutôt psychédélique, atmosphérique et progressif, comme l'a fait le groupe Antimatter, où officiait Patterson.

## Biographie

### Débuts
Anathema est formé en Angleterre à la fin des années 1980 à Liverpool par Darren White, les frères Cavanagh, Danny et Vincent, et le bassiste Duncan Patterson. La formation est un des pionniers du death-doom avec My Dying Bride et Paradise Lost, style musical qui mélange la lenteur du doom metal avec le style vocal et la musicalité du mouvement death metal alors naissant. Le premier album, Serenades, sorti en 1993 est un exemple de ce style.
Après la sortie de l'EP Pentecost III en 1995 et le départ de leur vocaliste Darren White, Anathema change d'orientation musicale. Sur Eternity (1996), le groupe abandonne les voix gutturales et évolue vers une musique plus atmosphérique, jusqu'à l'apparition de l'électronique dans ses dernières compositions.

### Courant alternatif

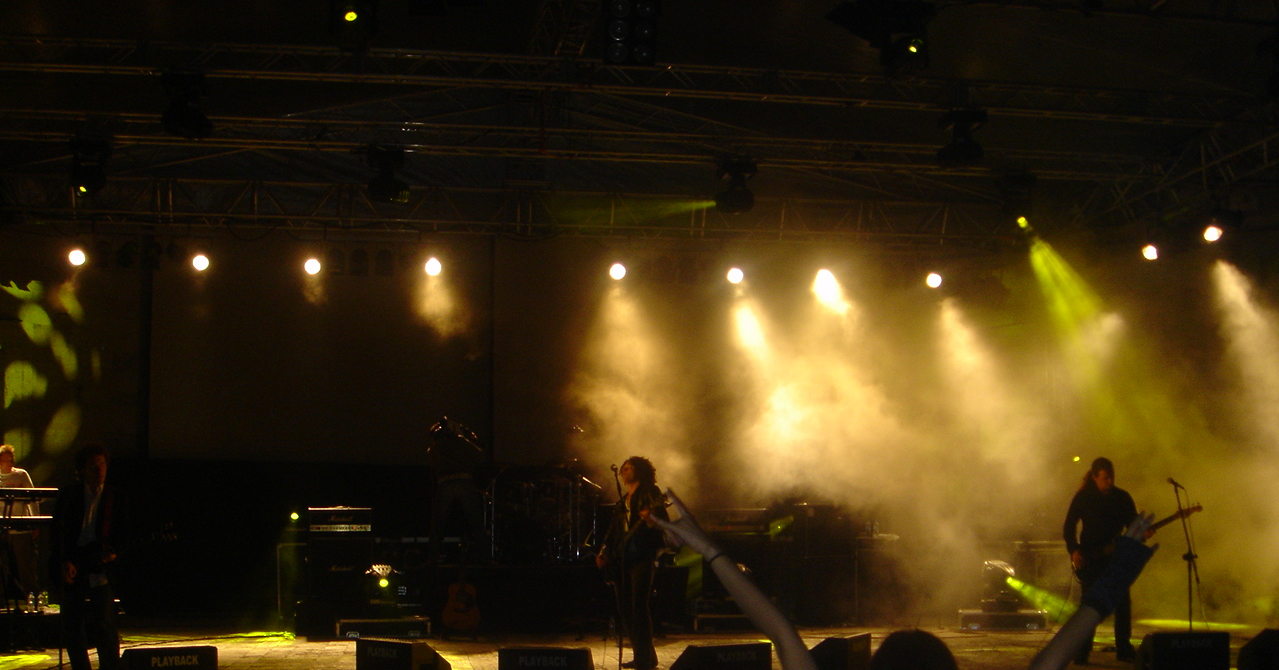
Anathema en concert à Istanbul, en 2005.

En 2004, Anathema traverse une période d'incertitude, notamment à la suite de la disparition de leur maison de disques, le label britannique indépendant Music for Nations. Même si le groupe multiplie les concerts et s'est produit à l'étranger et en Grande-Bretagne, il s'est, semble-t-il, interrogé sur l'opportunité de créer son propre label, à l'image de ce qu'a choisi un ancien membre, Duncan Patterson. Ce dernier quitte Anathema après l'enregistrement d'Alternative 4 pour fonder Antimatter, un groupe de trip hop au style épuré et mélancolique, dont le quatrième album, Leaving Eden, est paru en 2007.
En 2005, Danny Cavanagh apparaît en tant qu'invité sur l'album Fern de The Spherical Minds, un jeune groupe français, sur lequel il assure le chant de cinq des neuf morceaux.
Au début de l'année 2008, le groupe annonce l'enregistrement et la sortie dans le courant de l'année de deux albums : Hindsight, compilation semi-acoustique parue le 25 août, et We're Here Because We're Here, album studio maintes fois repoussé et finalement sorti le 31 mai 2010. Produit par Steven Wilson du groupe Porcupine Tree sur le label Kscope, le groupe confirme son évolution musicale entamée depuis quelques années vers un rock progressif et atmosphérique, à la manière de Pink Floyd.

### Courant progressif
La musique du groupe n'a ainsi plus aucun lien avec le courant doom ou metal de ses origines, mais évoque davantage le rock progressif. Lors d'une interview accordée à la Green Christmas Press Conference, le groupe confie qu'ils ne referaient jamais de metal, ce qui serait selon eux un retour sur leurs pas.
Le public français a l'occasion de profiter de la présence du groupe au Hellfest, le 19 juin 2011. La musique d'Anathema évolue tandis que le groupe décide à nouveau d'enregistrer d'anciens titres avec leur nouvelle approche musicale. La compilation Falling Deeper, sortie en 2011, reprend donc de vieux titres doom metal pour en faire des œuvres aériennes sublimées par la voix de Lee Douglas et Anneke van Giersbergen (sur Everwake). En 2012, Anathema sort l'album Weather Systems, un nouveau pas en avant dans le progressif, avant la publication le 23 septembre 2013 du blu-ray/DVD Untouchable/Universal, qui matérialise les deux tournées de We're Here Because We're Here et de Weather Systems. Le concert, filmé par Lasse Hoile, a lieu dans l'ancien Théâtre romain de Plovdiv en Bulgarie avec le Plovdiv Philharmonic Orchestra. 
Le 9 juin 2014, Anathema sort sous le label Kscope leur dixième album studio Distant Satellites. Le 9 juin 2017, toujours avec le label Kscope, Anathema sort leur onzième album studio nommé The Optimist.

### Pause indéterminée
Le 22 septembre 2020, le groupe annonce sur sa page Facebook une pause d'une durée indéterminée à la suite des difficultés financières rencontrées à cause de l'épidémie de Covid-19.

## Membres

### Membres actuels
- Vincent Cavanagh - chant, guitare (depuis 1990)
- Daniel Cavanagh - guitare, chant, clavier (1990-2002/depuis 2003)
- Jamie Cavanagh - basse (1990-1991/depuis 2001)
- Lee Douglas - voix (depuis 2000)
- John Douglas - batterie (1990-1997/depuis 1998)
- Daniel Cardoso - clavier (depuis 2011)

### Anciens membres
- Darren White - chant (1990–1995)
- Duncan Patterson - basse (1991–1998)
- Shaun Taylor-Steels - batterie (1997–1998)
- Martin Powell - clavier, violon (1998–2000)
- Dave Pybus - basse (1998–2001)
- Les Smith - clavier (2000–2011)

## Discographie
- 1993 : Serenades
- 1995 : The Silent Enigma
- 1996 : Eternity
- 1998 : Alternative 4
- 1999 : Judgement
- 2001 : A Fine Day to Exit
- 2003 : A Natural Disaster
- 2008 : Hindsight
- 2010 : We're Here Because We're Here
- 2012 : Weather Systems
- 2014 : Distant Satellites
- 2017 : The Optimist

## DVDS
- 2002 : A Vision of a Dying Embrace
- 2004 : Were You There?
- 2006 : A Moment in Time
- 2013 : Universal
- 2015 : A Sort Of Homecoming